# Le Populaire du Centre
Le Populaire du Centre (umgangssprachlich Le Gabin Populaire genannt oder mit dem Spitznamen Le Popu versehen) ist eine französische Tageszeitung aus dem Limousin, die seit 1905 im Département Haute-Vienne und in den angrenzenden Gemeinden des Départements Charente erscheint. Herausgeber ist die Groupe Centre France.

## Geschichte
Die Zeitung wurde am 21. Oktober 1905 in Limoges von Léon Betoulle und Pierre Bertrand gegründet. Letzterer war ihr erster Chefredakteur. Sie war lange Zeit die offizielle Zeitung der Départementssektion der Section française de l’Internationale ouvrière (SFIO). Im Jahr 1916 initiierte der sozialistische Abgeordnete Adrien Pressemane eine wöchentliche Beilage zur Zeitung mit dem Titel Le Populaire. Diese Publikation wurde bald von Le Populaire du Centre abgetrennt und ab 1916 zu einer in Paris ansässigen Tageszeitung. Le Populaire erschien bis 1970.
Ab 1940 wurde die Zeitung von Jean Clavaud geleitet, einem Kollaborateur. Sie wurde 1941 vom Vichy-Regime eingestellt und durch den Appel du Centre ersetzt. Die Tageszeitung erschien 1944 erneut. Nach der Befreiung war der Sozialist Jean Le Bail der politische Direktor der Zeitung. Er wurde 1958 von René Regaudie und Georges Lamousse abgelöst, während Jean Clavaud bis 1970 Vorsitzender des Verwaltungsrats blieb. In den 1960er Jahren wurde das Erscheinen der Zeitung auf die Départements Haute-Vienne, Charente, Corrèze, Creuse, Dordogne und Lot ausgedehnt.
1970 wurden die Zeitung und die Druckerei von der Gruppe L’Express übernommen. 1972 wurde die Gruppe Centre France Hauptaktionär des Journal du Centre de Nevers und des Populaire du Centre. Die Sozialistische Partei behielt jedoch eine Rolle bei den Besitzverhältnissen des Titels, da der François Mitterrand nahestehende Industrielle François de Grossouvre Vizepräsident des Verwaltungsrats wurde und der Bürgermeister von Limoges, Louis Longequeue, ein Viertel der Anteile behielt.
In den 1990er Jahren wurde die Zeitung, obwohl sie sich bereits von der Parti socialiste getrennt hatte, weiterhin mit der lokalen sozialistischen Linken in Verbindung gebracht. Die Tageszeitung Libération erinnerte 1995 daran, dass „die kleine Geschichte von Limoges besagt, dass man sich den sozialistischen Wahlzettel und das Abonnement von Le Populaire als Erbe überträgt“.
Le Populaire du Centre wurde am 23. Januar 2008 zusammen mit den anderen Tageszeitungen der Gruppe Centre France auf das Tabloid-Format umgestellt. Am 1. Januar 2021 stellte Le Populaire du Centre – für einen Tag – sein Erscheinen in Papierform ein und erschien nur noch digital.
Die Auflage ging von 2007 bis 2024 um ungefähr die Hälfte auf knapp über 20.000 Exemplare zurück.